# Max Scheler
Max Scheler (Múnich, 22 de agosto de 1874-Fráncfort del Meno, 19 de mayo de 1928) fue un filósofo alemán conocido por sus trabajos sobre fenomenología, ética y antropología filosófica. Considerado en vida uno de los filósofos alemanes más destacados, Scheler desarrolló el método filosófico de Edmund Husserl, fundador de la fenomenología. Dadas las ambiciones utópicas de esa escuela de refundar todo el conocimiento humano, Scheler fue apodado el «Adán del paraíso filosófico» por José Ortega y Gasset. Tras la muerte de Scheler en 1928, Martin Heidegger afirmó, con Ortega y Gasset, que todos los filósofos del siglo estaban en deuda con Scheler y lo elogió como «la fuerza filosófica más fuerte de la Alemania moderna, es más, de la Europa contemporánea y de la filosofía contemporánea como tal».

## Biografía
El 22 de agosto de 1874 nace en Múnich Max Scheler, hijo de padre  luterano y de madre judía. Tuvo «una educación bastante típica de finales del siglo XIX en un hogar judío inclinado a la asimilación y el agnosticismo».
Se bautiza en la Iglesia católica durante sus estudios secundarios, en 1889. Fue, en su juventud, dirigente estudiantil por lo que pudo percibir directamente la problemática de la universidad Alemana y Europea de su época. Al finalizar esos estudios se matrícula en la facultad de Medicina de la Universidad de Múnich, pero el año siguiente se traslada a la Universidad de Berlín para estudiar filosofía y sociología, bajo el magisterio de Simmel, Dilthey y Stumpf, entre otros. En 1894 celebra una boda civil con Amelie von Dewittz. Apenas pasa otro año cuando Scheler se vuelve a mudar, esta vez a Jena, en cuya universidad enseñan los conocidos Häckel y Eucken (Rudolf Eucken había sido galardonado en 1908 con el Premio Nobel de Literatura). En 1897 presenta ya su tesis doctoral, dirigida por Eucken y titulada Contribuciones a la determinación de las relaciones entre los principios lógicos y éticos. Dos años después culmina su escrito de habilitación El método trascendental y el psicológico, que en 1900 le mereció la autorización para la actividad docente privada (Privatdozent) en la Universidad de Jena.
En 1902 Scheler conoció en Halle a Edmund Husserl. A partir de este encuentro quedó marcado por el método fenomenológico. En 1907 Husserl le apoya para que se traslade a la Universidad de Múnich. Pero en 1911 se ve obligado a abandonar esta ciudad debido a un escándalo promovido por su esposa —que le acusó públicamente de conducta inmoral por sus presuntos entendimientos amorosos con otras mujeres, y con quien rompe definitivamente— a resultas del cual la Universidad le retiró la venia docendi (autorización académica de carácter administrativo necesaria para impartir docencia regular en títulos oficiales). Desde ese momento, viviendo primero en Gotinga y luego en Berlín, Scheler goza de un periodo de tranquilidad, aun viviendo casi en penuria económica en su apartamiento de la universidad. La ayuda de sus amigos fenomenólogos y su infatigable capacidad de trabajo hacen posible que afloren las intuiciones que barruntaba en su ciudad natal, fructificando en la mayoría de sus mejores y más importantes obras (algunas publicadas solo póstumamente): El resentimiento en la moral (1912), Los ídolos del conocimiento de sí mismo (1912), El formalismo en la ética y la ética material de los valores (1913-1916), Rehabilitación de la virtud (1913), Muerte y supervivencia (1911-1914), Sobre el pudor y el sentimiento de vergüenza (1913), Fenomenología y metafísica de la verdad (1912-1914), Ordo amoris (1914-1916), Modelos y jefes (1911-1921), Fenomenología y teoría del conocimiento (1913-1914), La idea del hombre (1914), Esencia y formas de la simpatía (1913-1922), De lo eterno en el hombre (1921), etc. También en ese periodo su vida privada se estabiliza contrayendo matrimonio católico con Märit Furtwängler. En 1915 apareció su libro El genio de la guerra y la guerra alemana en el que Scheler presentaba la guerra como una oportunidad para el renacimiento del hombre, como un principio dinámico en la historia, ideas de un cierto militarismo que empezó a abandonar a raíz de su estancia en la abadía de Beuron en 1916 y que ya no aparecerán en sus obras posteriores.
A partir de 1921 se desvinculó en público de la enseñanza católica e incluso del Dios judeocristiano-islámico, apostando por el panteísmo y la antropología filosófica.
Pasada la guerra, la genialidad y el espíritu católico de Scheler resonaban ya en toda Alemania. Hasta tal punto que Konrad Adenauer, siendo alcalde de Colonia y en su afán por reconstruir esa universidad, le restituye la venia docendi y le llama a ocupar la cátedra de filosofía y sociología, y a dirigir asimismo el reciente Instituto de Investigaciones en Ciencias Sociales. De esta última labor resultó su trabajo Problemas de una Sociología del conocimiento (1926).
En 1924 se divorcia de su esposa y contrae matrimonio civil con su alumna María Scheu. Por otro lado, en 1927 y 1928 ven la luz escritos donde la idea de Dios aparece lejana de la concepción personal del teísmo cristiano. Lo incómodo de su situación en Colonia —donde los creyentes lo consideraban apóstata y los no creyentes cristiano disimulado— le mueve a aceptar una oferta en la Universidad de Fráncfort. Pero al llegar allí, sin comenzar siquiera su docencia, fallece de un repentino ataque cardíaco, el 19 de mayo de 1928. Es enterrado en Colonia, y poco después se publicaría su conferencia El puesto del hombre en el cosmos. Sus proyectos inmediatos se encaminaban a la definición de un sistema de Antropología filosófica y de Metafísica.

## Filosofía
Scheler utilizó la fenomenología para estudiar los fenómenos emocionales y sus respectivas intencionalidades (los valores) y a partir de ellos elaboró una muy sólida y original fundamentación personalista de la ética: la realización de los valores se concretiza en modelos humanos que invitan a su seguimiento. Dichos modelos serían el héroe para los valores vitales, el genio para los valores espirituales y el santo para los valores religiosos.

## Tipos de saberes
Scheler distingue tres clases de saberes: el inductivo, el de la estructura esencial o fenomenológico y el metafísico.
- El saber inductivo es el de las ciencias positivas. La intención de este saber es el dominio del mundo circundante. Su objeto de estudio es la realidad (Scheler entiende por la realidad  aquello que se percibe por nuestros sentidos como que nos presenta resistencia. La muralla no podemos traspasarla, un viento fuerte puede impedir nuestro avance, etc.). Este saber tiene como finalidad utilizar el saber como una técnica, un procedimiento para vencer esa resistencia. Y una vez vencida la resistencia se la puede utilizar en provecho del ser humano. Es el saber de dominio. Ejemplo de ello es la ciencia que se ha desarrollado en Occidente desde la filosofía griega.

- El saber de la estructura esencial es el saber que nos permite captar de un modo inmediato el qué de las cosas.

Está de acuerdo con Immanuel Kant en que existe el conocimiento de lo a priori, y que este carácter lo tienen las proposiciones ideales que refieren a una estructura trascendental del sujeto. Dicha estructura trascendental antecede a todo conocimiento objetivo o basado en la experiencia del sujeto, mostrando así la disposición natural con que cuenta la sensibilidad, el entendimiento y la razón, como dimensiones de la conciencia humana. A cambio de esta coincidencia parcial con Kant, mantiene cinco diferencias:
1. No son los juicios elaborados por el entendimiento sino las esencias percibidas las que constituyen primordialmente lo a priori.
2. La región de lo a priori no coincide con la región de lo formal, como pensó Kant, sino que hay también un a priori material o con contenido: el valor.
3. En el lugar de la cuestión: ¿cómo es posible que se dé algo?, la cuestión fundamental, dice Scheler, es más bien esta otra: ¿qué es lo que se da?
4. Scheler considera falsa la teoría kantiana según la cual todo lo que es ha tenido que ser producido por el entendimiento, pues la percepción del valor es por sí misma objetiva o intencional.
5. Tampoco está de acuerdo en que lo a priori se equipare con lo racional, pues la afectividad, con el amor como actitud radical, es tanto o más a priori que la actitud racional. En otros términos: sólo el que ama algo es capaz de conocer racionalmente, ya que sin el amor no podría tener la experiencia de dicho fenómeno. Lo que no queda claro es si este saber puede equipararse a lo que tradicionalmente se ha llamado el saber culto. Ejemplo de ello es la idea de microcosmos, Aristóteles decía que el alma humana puede ser todas las cosas. Es una suerte de participación del hombre en la totalidad del mundo.

- El saber metafísico, también llamado saber de salvación, que es la forma más alta de saber, pues se refiere a los más altos valores personales, vale decir, los propios de lo divino. Consiste en gran medida en aquel saber que eleva al hombre hacia algo mayor que él mismo. Ejemplo de ello ha sido el saber como disciplina espiritual elaborado en la India.

Sin embargo, lo que ha sucedido históricamente es la sobrevaloración de una forma de saber por sobre las otras. La gran tarea de nuestra época, señala Scheler, consiste en lograr trabar el saber de dominio, con el saber culto y el saber de salvación. Trabazón que implicaría jerarquizar dichos saberes.

## Ética material de valores
Un aporte fundamental de Scheler ha sido la descripción de la enorme riqueza e importancia ética que posee la vida emocional del hombre. La cual es primaria respecto de otra forma de saber. Así en Esencia y formas de la simpatía (1913), usa del método de Husserl de la descripción fenomenológica aplicada a las emociones que relacionan a los seres humanos unos con otros y con el mundo de los valores, especial importancia poseen el amor y el odio como las actitudes radicales para la captación de los fenómenos valóricos. Partiendo del concepto husserliano de reducción fenomenológica, Scheler distinguió las esencias de lo que es tangible, real o existente, lo que llevó a la afirmación de la independencia de los valores (eternos e invariables) respecto de los bienes, que serían sólo sus portadores circunstanciales (lo que ha significado que a Scheler se le acusase de platónico). En importancia, a este título le siguió su obra más famosa El formalismo en la ética y la ética material de los valores (1913-1916), un tratado en dos volúmenes que intentan dar un nuevo fundamento personalista a la ética, desde este nuevo fundamento se critica el enfoque ético meramente formal del filósofo alemán Immanuel Kant y lo cambia por un estudio de los valores en cuanto contenidos específicos de la ética, los que se presentan de un modo directo e inmediato a la persona y no a la conciencia como sostenía Husserl.
Los valores, según Scheler, se presentan objetivamente, esto es a priori, como estructurados según dos rasgos fundamentales y exclusivos:
1. La polaridad, todos los valores se organizan como siendo positivos o negativos. A diferencia de las cosas que sólo son positivas.
2. La jerarquía, cada valor hace presente en su percepción que es igual, inferior o superior a otros valores. Esta jerarquía da lugar a una escala de valores que Scheler ordena de menor a mayor en tres grupos:
  1. Los valores del agrado: dulce - amargo
  2. Los valores vitales: sano - enfermo
  3. Los valores espirituales, estos se dividen en:
    1. Estéticos: bello - feo
    2. Jurídicos: justo - injusto
    3. Intelectuales: verdadero - falso
    4. Los valores religiosos: santo - profano

Los valores morales no son una categoría de valores porque no poseen portadores, son valores puros. Su realización es más bien indirecta. Se verifica en la realización de los otros valores según su polaridad y jerarquía objetiva.
Cuando todavía se consideraba católico escribió De lo eterno en el hombre (1921) justificando su conversión y después un estudio de la sociología del conocimiento, Die Wissensformen und die Gesellschaft (Formas de conocimiento y sociedad, 1926). Posteriormente se alejó del catolicismo y desarrolló una filosofía, basada en una concepción más bien hegeliana de Dios. Vale decir que es el hombre el lugar por el cual Dios se hace manifiesto en la historia. Dios necesitaría del hombre para poder manifestarse realmente. Esta tesis es consecuencia de su polémica idea de que el espíritu es impotente. Ahora bien, El conocimiento abstracto y los valores religiosos obtendrían toda su fuerza de realización en los impulsos básicos humanos. Scheler se opuso desde el comienzo a Freud respecto de que lo superior surge de lo inferior. Sostiene Scheler que es imposible deducir de la sola represión sexual la capacidad del hombre de hacer surgir la Novena sinfonía de Beethoven o Los hermanos Karamazov de Dostoievski. En El puesto del hombre en el cosmos (1928) estableció una serie de problemas que hoy son considerados como piezas clave para la elaboración de la antropología filosófica.

## Obras traducidas al español
- Amor y conocimiento y otros escritos, Ed. Palabra, 2010.
- Arrepentimiento y nuevo nacimiento, Ed. Encuentro, 2008.
- De lo eterno en el hombre. Ed. Encuentro, 2007.
- Esencia y formas de la simpatía, Ed. Salamanca-Sígueme, 2005.
- Esencia y formas de la simpatía, Ed. Losada, 2004.
- Sobre el pudor y el sentimiento de vergüenza, Ed. Salamanca-Sígueme, 2004.
- Los ídolos del autoconocimiento, Ed. Salamanca-Sígueme, 2003.
- Los ídolos del conocimiento de sí mismo, Ed. Cristiandad, 2003.
- El puesto del hombre en el cosmos, Trad. José Gaos, Ed. Revista de Occidente, Madrid, 1936. Reed., Losada, Buenos Aires, 1990.
- Gramática de los sentimientos: lo emocional como fundamento de la ética, Ed. Crítica, Barcelona, 2003.
- Muerte y supervivencia,Trad. Xavier Zubiri, Ed. Encuentro, Madrid, 2001.
- El resentimiento en la moral, Ed. Caparrós, Madrid, 1993.
- Ordo amoris, Ed. Caparrós, Madrid, 1996.
- El formalismo en la ética y la ética material de los valores, Ed. Caparrós, Madrid. 2000.
- Mensch und Geschichte (1924)
  - La idea del hombre y la historia, Ed. Siglo Veinte, Buenos Aires, 1998.
  - La idea del hombre y la historia, Ed. La Pléyade, Buenos Aires, 1984.
- El saber y la cultura, Ed. Nova, Buenos Aires, 1975.
- La esencia de la filosofía y la condición moral del conocer filosófico, Ed. Nova, Buenos Aires, 1958.
- Conocimiento y trabajo,  Ed. Nova, Buenos Aires, 1926.
- Metafísica de la libertad, Ed. Nova, Buenos Aires, 1960

## Obras completas en alemán
Sus obras completas, en 15 tomos han terminado de publicarse en 1997, y se han publicado en el siguiente orden:
- Vol. I Frühe Schriften, 1971
- Vol. II Der Formalismus in der Ethik und die materiale Wertethik, 1954
- Vol. III, Vom Umsturz der Werte, 1955, 6.ª ed. 1980
- Vol. IV, Politisch Pädagogische Schriften, 1982
- Vol. V, Von Ewigen im Menschen, 1954, 5.ª ed. 1972
- Vol. VI, Schriften zur Soziologie und Weltanschauunglehre, 1963
- Vol. VII, Wesen und Formen der Sympathie, 1973
- Vol. VIII, Die Wissensformen und die Gesellschaft, 1980
- Vol. IX, Späte Schriften, 1976, 2ed. 1995
- Vol. X, Schriften aus dem Nachlass: I. Zur Ethik und Erkenntnislehre, 1957
- Vol. XI,Schriften aus dem Nachlass: II. Erkenntnislehre und Metaphysik, 1979
- Vol. XII, Schriften aus dem Nachlass: III. Philosophische Antropologie, 1987, 2.ª ed. 1996
- Vol. XIII,Schriften aus dem Nachlass: IV. Philosophie und Geschichte, 1990
- Vol. XIV, Schriften aus dem Nachlass: V. Varia I, 1993
- Vol. XV, Schriften aus dem Nachlass: VI. Varia II, 1997